# Камышловский район
Камышло́вский райо́н — административно-территориальная единица (район) и муниципальное образование (муниципальный район) в Свердловской области, относится к Восточному управленческому округу.
Административный центр — город Камышлов (не входит в состав района).

## География
На севере район граничит с Ирбитским районом, на западе — с Сухоложским и Богдановичским районами, на востоке — с Пышминским, на юге — с Курганской областью. Площадь территории — 2216,6 км².
Смешанные леса занимают почти половину площади района. Большу́ю роль в жизни местного населения играет река Пышма. Возле села Обуховское находятся выходы сернисто-железистых минеральных вод. Они давно используются для лечебных целей санаторием «Обуховский».

## История

### Камышловский район
16 января 1924 года был образован Камышловский район в составе Шадринского округа вновь образованной Уральской области. В его состав вошла часть территории бывшего Камышловского уезда Екатеринбургской губернии. В район входило 123 населённых пункта. Они распределились между 24 сельскими советами.
10 июня 1931 года по постановлению ВЦИК в состав Камышловского района был включён Пышминский район, в январе 1932 года — Четкаринский район.
17 января 1934 года в результате разделения Уральской области район был включён в состав Челябинской области.
25 января 1935 года на основании постановления ВЦИК Пышминский район был вновь выделен в самостоятельную административно-территориальную единицу.
3 октября 1938 года район был передан в состав Свердловской области.
Указами Президиума ВС РСФСР от 18 ноября и 25 ноября 1944 года Волковский, Володинский, Гарашкинский и Ильинский сельсоветы, а также пос. Калиновского совхоза и ж.д. ст. Пышминская, перечисленные из Калиновского сельсовета в состав Волковского сельсовета, были переданы из Камышловского района в состав вновь образованного Богдановичевского района.
22 февраля 1946 года город Камышлов был преобразован в город областного подчинения и выведен из состава района, оставшись его административным центром.
5 ноября населённый пункт им. Сакко и Ванцетти был перечислен из Темновского сельсовета в Галкинский.
21 февраля 1951 года были перечислены населённые пункты:
- Баранникова — из Реутинского сельсовета в Коровяковский;
- Зеленцовка — из Скатинского сельсовета в Чикуновский;
- Николаевка — из Чикуновского сельсовета в Ожгихинский;
- Леготина — из Кокшаровского сельсовета в Закамышловский;
- Котюрова — из Захаровского сельсовета в Куваевский сельсовет;
- Першата и Луговая — из Куровского сельсовета в Портомойский.

18 июня 1954 года были объединены сельсоветы:
- Темновский — с Никольским;
- Коровяковский и Реутинский — в Погорельский;
- Обуховский — с Кокшаровским;
- Чикуновский — со Скатинским;
- Куваевский — с Захаровским;
- Портомойский — с Квашнинским;
- Ерзовский и Мельниковский — с Кочневским.

19 апреля 1957 года совхоз «Калиновский» был передан из Богдановичского в Камышловский район; населённые пункты центральная усадьба совхоза, ферма № 2, ферма № 4, ферма № 5 и ст. Пышминская из Волковского сельсовета Богдановичского района в Калиновский сельсовет Камышловского района.
11 октября 1957 года д. Леготино и выс. Долгая Елань были переданы из Кокшаровского сельсовета в Закамышловский.
29 мая 1958 года д. Портомойка Квашнинского сельсовета была переименована в Михайлову.
5 сентября 1958 года Закамышловский сельсовет был упразднён: д. Насонова, Бараба и с. Закамышловское были включены в черту г. Камышлова, а д. Леготина и заимка Елань восстановлены в составе Кокшаровского сельсовета.
30 сентября 1960 года:
- д. Грязнушка была включена в черту с. Обухово;
- были зарегистрированы населённые пункты пос. Новый — второй участок Камышловского птицесовхоза Никольского сельсовета; пос. Октябрьский — усадьба Калиновского совхоза Калиновского сельсовета; пос. Маяк — вторая ферма Калиновского совхоза Калиновского сельсовета; пос. Берёзовка — третий участок Калиновского совхоза Скатинского сельсовета; пос. Восточный — центральная усадьба подсобного хозяйства Аксариха Аксарихинского сельсовета;
- пос. Новый был перечислен из Никольского сельсовета в Погорельский.

1 марта 1961 года были переименованы:
- в Никольском сельсовете с. Темновское в Раздольное;
- в Погорельском сельсовете д. Погорелка в Заречную.

16 марта Камышловский городской и районый советы были объединены, Камышловскому горсовету были подчинены сельсоветы Камышловского района с сохранением его как территориальной единицы.
1 февраля 1963 года Камышловский, Пышминский, части Богдановичского и Сухоложского районов были объединены в Камышловский сельский район, в состав которого вошли: Аксарихинский, Галкинский, Зареченский, Захаровский, Калиновский, Квашнинский, Кокшаровский, Кочневский, Куровский, Никольский, Ожгихинский, Пульниковский, Скатинский и Шилкинский сельсоветы Камышловского района; Боровлянский, Печеркинский, Пульниковский, Речелгинский, Тимохинский, Трифоновский, Тупицинский, Черемышевский, Чернышёвский, Четкаринский и Чупинский сельсоветы Пышминского района; Знаменский, Новопышминский, Рудянский, Талицкий и Филатовский сельсоветы Сухоложского района; Байновский, Барабинский, Волковский, Володинский, Гарашкинский, Грязновский, Ильинский, Каменноозерский, Коменский, Кунарский, Троицкий, Тыгишский и Чернокоровский сельсоветы Богдановичского района; Пышминский поссовет Пышминского района.
21 декабря Пульниковский сельсовет с центром в с. Большое Пульниково был переименован в Большепульниковский.
3 марта 1964 года Светловский сельсовет был передан из Белоярского района в Камышловский.
26 мая были переименованы: пос. квартала № 234 — в пос. Крутоярский; пос. квартала № 240 — в пос. Черновский; д. Смолокуровка — в д. Смородинка; пос. отделения № 1 совхоза «Первомайский» — в пос. Первомайский; пос. отделения № 2 совхоза «Первомайский» — в пос. Ключевской; пос. отделения № 3 совхоза «Первомайский» — в пос. Южный.
13 января 1965 года был упразднён Камышловский сельский район, восстановлены Богдановичский, Камышловский и Сухоложский районы.
4 марта 1966 года:
- д. Бобры и Черданцы были переданы из Володинского сельсовета Камышловского района в Ильинский сельсовет Богдановичевского района;
- центр Володинского сельсовета был перенесён из с. Володинского в пос. Октябрьский, сельсовет переименован в Октябрьский;
- пос. Маяк и Октябрьский Калиновского сельсовета, д. Борисова и с. Володинское бывшего Володинского сельсовета были переданы в состав Октябрьского сельсовета.

22 ноября 1966 года пос. подсобного хозяйства районной больницы, лесоучастка гортопа и центральной усадьбы Скатинского совхоза были переименованы в Земляничный, Рябиновый и Восход соответственно.
13 января 1967 года:
- из части Камышловского района вновь образован Пышминский район, в состав которого вошли Боровлянский, Печёркинский, Пульниковский, Речелгинский, Тимохинский, Трифоновский, Тупицинский, Черемышевский, Чернышёвский, Четкаринский и Чупинский сельсоветы.
- пос. Берёзовое был передан из Скатинского сельсовета в Захаровский, а пос. Раздольное — из Никольского сельсовета в Зареченский.

Преобразование района далее идёт по линии строительства крупных совхозов. На территории Камышловского сельсовета с площадью 4 тыс. га был организован свиноводческий совхоз, на территории Кочневского сельсовета на площади 26 тыс. га был организован более мощный совхоз «Маслоцентра», совхоз «Птиценреста» организовался на территории Никольского сельсовета с площадью 20 тыс. га. В 1968 году таких совхозов в районе насчитывалось уже 10.
3 марта 1971 года Кокшаровского сельсовета был перенесён из д. Кокшаровой в с. Обуховское, Кокшаровский сельсовет переименован в Обуховский.
11 октября 1972 года были упразднены: пос. Журавлёвка и Земляничный Аксарихинского сельсовета; д. Сакко и Ванцетти Галкинского сельсовета; пос. Колосовка Захаровского сельсовета; пос. Рябиновый Квашнинского сельсовета; пос. Малые Озёрки и д. Шумки Кочневского сельсовета; д. Зеленцовка и Николаевка Скатинского сельсовета.
16 ноября центр Зареченского сельсовета был перенесён из д. Заречной в д. Баранникову, центр Скатинского сельсовета из с. Скатинского в пос. Восход, без переименования сельсоветов.
22 ноября 1974 года центр Аксарихинского сельсовета был перенесён из д. Кашиной в пос. Восточный, Аксарихинский сельсовет переименован в Восточный.
30 декабря 1976 года были упразднены пос. Берёзовое Захаровского сельсовета и д. Сосновка Скатинского сельсовета.
9 февраля 1977 года были уточнены как правильные наименования: д. Фадюшина (вместо д. Фадюшина(о)) Зареченского сельсовета; пос. Еланский (вместо пос. ж.д. ст. Еланская) Калиновского сельсовета; с. Квашнинское (вместо с. Большое Квашнинское) Квашнинского сельсовета.
1 апреля были объединены населённые пункты:
- в Галкинском сельсовете д. Солодилова с с. Галкинским;
- в Калиновском сельсовете д. Малая Калиновка с с. Калиновским;
- в Квашнинском сельсовете д. Малое Квашнино с с. Квашнинским;
- в Кочневском сельсоветед. Желонки с с. Кочневским;
- в Куровском сельсовете д. Крапивина с с. Куровским;
- в Обуховском сельсовете д. Казакова и пос. Обуховский дом отдыха с с. Обуховским;
- в Скатинском сельсовете д. Беловодье и д. Гурята с с. Скатинским.

2 февраля 1978 года было уточнено как правильное наименование д. Малое Пульниково (вместо д. Малая Пульникова) Большепульниковского сельсовета.
24 июля 1984 года была упразднена д. Леготина Обуховского сельсовета.
23 мая 1988 года были упразднены д. Боровлянка и Порошина Калиновского сельсовета и пос. Темново Никольского сельсовета.
16 июля 1998 года пос. Ольховка был передан в Восточный сельсовет.
28 февраля 2000 года был образован Сельский населенный пункт в составе Большепульниковского сельсовета Камышловского района без названия.
15 февраля 2016 года в рамках оптимизации судебной системы был образован Камышловский районный суд, в юрисдикцию которого были переданы Камышловский городской суд, Пышминский районный суд и находящиеся в их ведении вопросы осуществления правосудия. Также в структуре созданного суда было образовано постоянное судебное присутствие в рабочем поселке Пышма Пышминского района.

### Муниципальное образование
17 декабря 1995 года по итогам местного референдума Камышловский район был создан как муниципальное образование. 10 ноября 1996 года муниципальное образование было включено в областной реестр.
25 ноября 2004 года муниципальное образование было наделено статусом муниципального района.
С 1 января 2006 года было утверждено название Камышловский муниципальный район.

## Население
| 1959    | 1970    | 1979    | 1989    | 2002    | 2009    | 2010    |
| ------- | ------- | ------- | ------- | ------- | ------- | ------- |
| 28 759  | ↘27 057 | ↘25 604 | ↘21 051 | ↗29 048 | ↘28 135 | ↗28 162 |
| 2011    | 2012    | 2013    | 2014    | 2015    | 2016    | 2017    |
| ↗28 214 | ↗28 564 | ↘28 433 | ↘28 326 | ↗28 574 | ↗28 667 | ↗28 959 |
| 2018    | 2019    | 2020    | 2021    | 2023    |         |         |
| ↗28 984 | ↘28 914 | ↘28 425 | ↘20 722 | ↘20 495 |         |         |

0.49 % от населения области.

## Муниципально-территориальное устройство
В состав муниципального района входят 5 сельских поселений, состоящих из 54 населённых пунктов:
| № | Сельские поселения             | Адм. центр          | Кол-во н.п. | Население | Площадь, км² |
| - | ------------------------------ | ------------------- | ----------- | --------- | ------------ |
| 1 | Восточное сельское поселение   | посёлок Восточный   | 8           | ↘1557     |              |
| 2 | Галкинское сельское поселение  | село Галкинское     | 14          | ↘2170     |              |
| 3 | Зареченское сельское поселение | деревня Баранникова | 13          | ↘4791     |              |
| 4 | Калиновское сельское поселение | село Калиновское    | 4           | ↘7391     |              |
| 5 | Обуховское сельское поселение  | село Обуховское     | 15          | ↗4586     |              |

## Населённые пункты, административно-территориальное устройство
В состав района входят 54 населённых пункта, которые до 1 октября 2017 года объединялись в 14 сельсоветов.

### Административно-территориальное устройство до 1.10.2017
| №  | Сельсоветы          | Состав                                                                                          | СП мун. района |
| -- | ------------------- | ----------------------------------------------------------------------------------------------- | -------------- |
| 1  | Большепульниковский | село Большое Пульниково, хутор Бухаровский, деревня Малая Пульникова, посёлок Рассвет           | Галкинское     |
| 2  | Восточный           | посёлки Восточный, Аксариха, Ключики, Ольховка, Победа, деревни Аксариха, Кашина                | Восточное      |
| 3  | Галкинский          | село Галкинское, деревня Бутырки, посёлок Калина                                                | Галкинское     |
| 4  | Зареченский         | деревни Баранникова, Заречная, Коровякова, Фадюшина, посёлок Новый, сёла Раздольное, Реутинское | Зареченское    |
| 5  | Захаровский         | село Захаровское, деревни Козонкова, Котюрова, Куваева                                          | Обуховское     |
| 6  | Калиновский         | село Калиновское, посёлки Еланский, Пышминская, деревня Ялунина                                 | Калиновское    |
| 7  | Квашнинский         | село Квашнинское, деревня Михайловка                                                            | Галкинское     |
| 8  | Кочнёвский          | село Кочнёвское, деревни Ерзовка, Мельникова                                                    | Галкинское     |
| 9  | Куровский           | село Куровское, деревня Першата                                                                 | Галкинское     |
| 10 | Никольский          | село Никольское                                                                                 | Восточное      |
| 11 | Обуховский          | село Обуховское, деревни Кокшарова, Мостовая, посёлок Кокшаровский                              | Обуховское     |
| 12 | Ожгихинский         | деревни Ожгиха, Булдакова                                                                       | Зареченское    |
| 13 | Октябрьский         | посёлки Октябрьский, Маяк, деревня Борисова, село Володинское                                   | Обуховское     |
| 14 | Скатинский          | посёлок Восход, деревни Голышкина, Чикунова, село Скатинское                                    | Зареченское    |
| 15 | Шилкинский          | село Шилкинское, деревни Колясникова, Шипицина                                                  | Обуховское     |

### Населённые пункты
| №  | Населённый пункт   | Тип     | Население | Сельское поселение |
| -- | ------------------ | ------- | --------- | ------------------ |
| 1  | Аксариха           | деревня | ↘5        | Восточное          |
| 2  | Аксариха           | посёлок | ↘10       | Восточное          |
| 3  | Баранникова        | деревня | ↘712      | Зареченское        |
| 4  | Большое Пульниково | село    | ↘77       | Галкинское         |
| 5  | Борисова           | деревня | ↗81       | Обуховское         |
| 6  | Булдакова          | деревня | ↘154      | Зареченское        |
| 7  | Бутырки            | деревня | ↘150      | Галкинское         |
| 8  | Бухаровский        | хутор   | ↘2        | Галкинское         |
| 9  | Володинское        | село    | ↘90       | Обуховское         |
| 10 | Восточный          | посёлок | ↘1270     | Восточное          |
| 11 | Восход             | посёлок | ↘946      | Зареченское        |
| 12 | Галкинское         | село    | ↘573      | Галкинское         |
| 13 | Голышкина          | деревня | ↘214      | Зареченское        |
| 14 | Еланский           | посёлок | ↘6851     | Калиновское        |
| 15 | Ерзовка            | деревня | ↘29       | Галкинское         |
| 16 | Заречная           | деревня | ↘308      | Зареченское        |
| 17 | Захаровское        | село    | ↘549      | Обуховское         |
| 18 | Калина             | посёлок | ↘118      | Галкинское         |
| 19 | Калиновское        | село    | ↗502      | Калиновское        |
| 20 | Кашина             | деревня | ↘10       | Восточное          |
| 21 | Квашнинское        | село    | ↘460      | Галкинское         |
| 22 | Ключики            | посёлок | ↘7        | Восточное          |
| 23 | Козонкова          | деревня | ↘3        | Обуховское         |
| 24 | Кокшарова          | деревня | ↘248      | Обуховское         |
| 25 | Кокшаровский       | посёлок | ↘21       | Обуховское         |
| 26 | Колясникова        | деревня | ↘76       | Обуховское         |
| 27 | Коровякова         | деревня | ↘97       | Зареченское        |
| 28 | Котюрова           | деревня | ↘35       | Обуховское         |
| 29 | Кочнёвское         | село    | ↘425      | Галкинское         |
| 30 | Куваева            | деревня | ↘63       | Обуховское         |
| 31 | Куровское          | село    | ↘285      | Галкинское         |
| 32 | Малая Пульникова   | деревня | ↘6        | Галкинское         |
| 33 | Маяк               | посёлок | ↘64       | Обуховское         |
| 34 | Мельникова         | деревня | ↗1        | Галкинское         |
| 35 | Михайловка         | деревня | ↘24       | Галкинское         |
| 36 | Мостовая           | деревня | →0        | Обуховское         |
| 37 | Никольское         | село    | ↘319      | Восточное          |
| 38 | Новый              | посёлок | ↘210      | Зареченское        |
| 39 | Обуховское         | село    | ↘2309     | Обуховское         |
| 40 | Ожгиха             | деревня | ↘389      | Зареченское        |
| 41 | Октябрьский        | посёлок | ↘571      | Обуховское         |
| 42 | Ольховка           | посёлок | ↘3        | Восточное          |
| 43 | Першата            | деревня | ↘77       | Галкинское         |
| 44 | Победа             | посёлок | ↘4        | Восточное          |
| 45 | Пышминская         | посёлок | ↘28       | Калиновское        |
| 46 | Раздольное         | село    | ↘306      | Зареченское        |
| 47 | Рассвет            | посёлок | ↘13       | Галкинское         |
| 48 | Реутинское         | село    | ↗188      | Зареченское        |
| 49 | Скатинское         | село    | ↘515      | Зареченское        |
| 50 | Фадюшина           | деревня | ↘506      | Зареченское        |
| 51 | Чикунова           | деревня | ↘317      | Зареченское        |
| 52 | Шилкинское         | село    | ↘86       | Обуховское         |
| 53 | Шипицына           | деревня | ↘382      | Обуховское         |
| 54 | Ялунина            | деревня | ↗37       | Калиновское        |

## Транспорт
Через район проходит железнодорожная магистраль «Екатеринбург—Тюмень». По этой железнодорожной системе осуществляются как пассажирские, так и грузовые транзитные и местные перевозки.
Также крупной транспортной артерией является автомобильная дорога федерального значения Р351 «Екатеринбург—Тюмень», которая пересекает район с запада на восток. На севере проходит автодорога областного значения «Камышлов—Ирбит—Туринск», а на юге — автодорога регионального значения «Камышлов—Курган».